# Батерст-Інлет

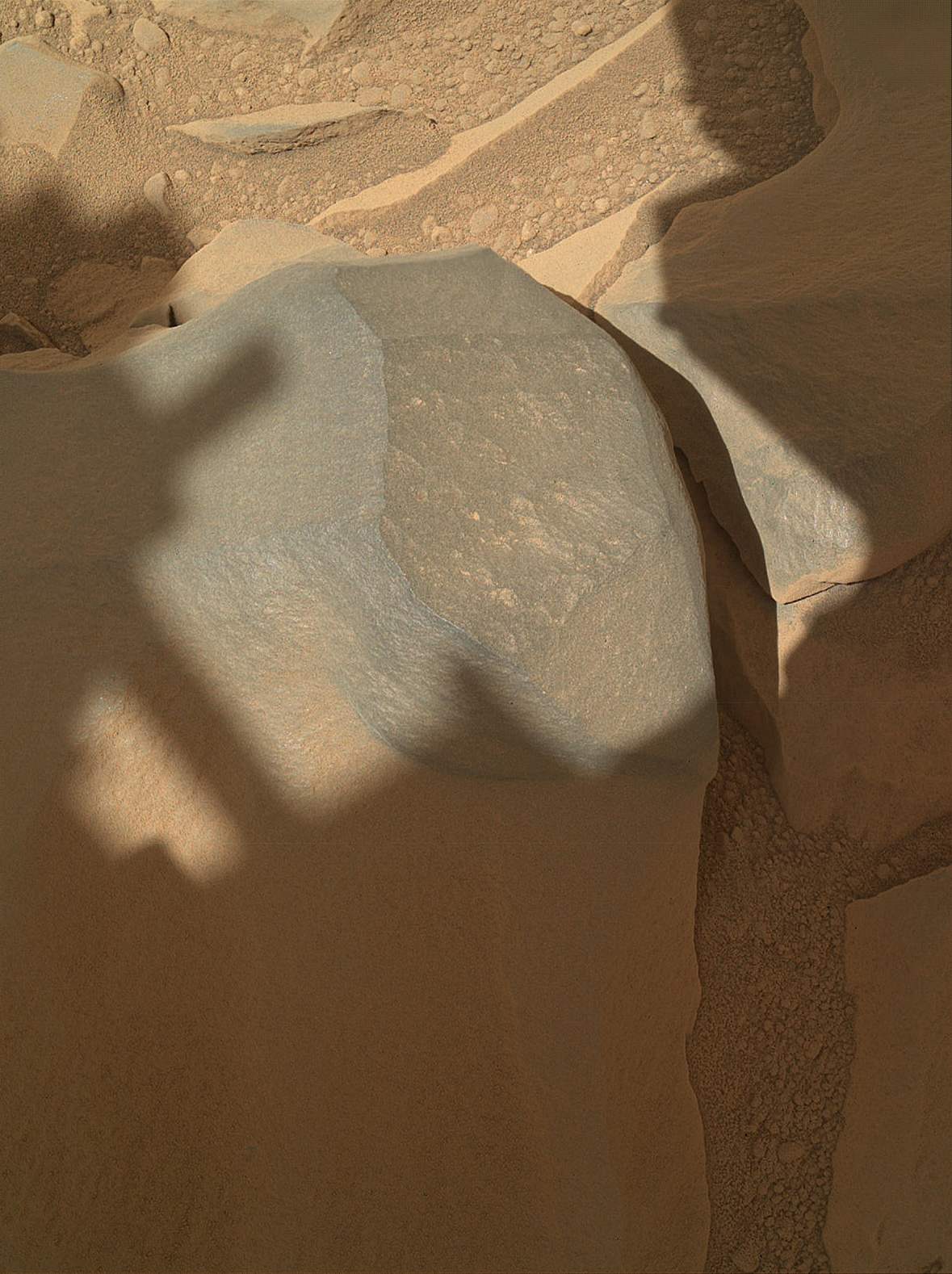
Область каменю Батерст-Інлет розмірами 16 см × 12 см (роздільна здатність знімка — 105 мікрон на піксель), 30 вересня 2012.

Батерст-Інлет (англ. Bathurst Inlet) — камінь сіруватого відтінку, знайдений марсоходом К'юріосіті 30 вересня 2012. Камінь знаходиться на рівнині Aeolis Palus, що лежить між долиною Миру і горою Еоліда, в кратері Ґейл, на планеті Марс. Приблизні координати — 4°35′ пд. ш. 137°26′ сх. д. / 4.59° пд. ш. 137.44° сх. д. Камінь був зустрінутий марсоходом К'юріосіті на шляху від Bradbury Landing в місцевості Гленелг 30 вересня 2012. Камінь названий на честь Батерст-Інлета, глибокого вирізу берега, що простягнувся вздовж північного узбережжя Канади.
Команда марсохода вибрала камінь як «мішень» для перших досліджень інструментами, що знаходяться на маніпуляторі К'юріосіті:
- Камера MAHLI — може зняти зображення розміром 1600 × 1200 пікселів і з глибиною до 14,5 мкм на піксель;
- Альфа-протон-рентгенівський спектрометр (APXS)[1][2];

Порода каменю настільки дрібнозерниста, що розрізнити в ній окремі кристалики не вдалося. Це означає, що їх розмір менше 80 мкм (здатність знімків, зроблених камерою MAHLI). Навіть важко зрозуміти з чого складається ця порода, настільки її структура здається однорідною, що досить незвично для марсіанської породи.

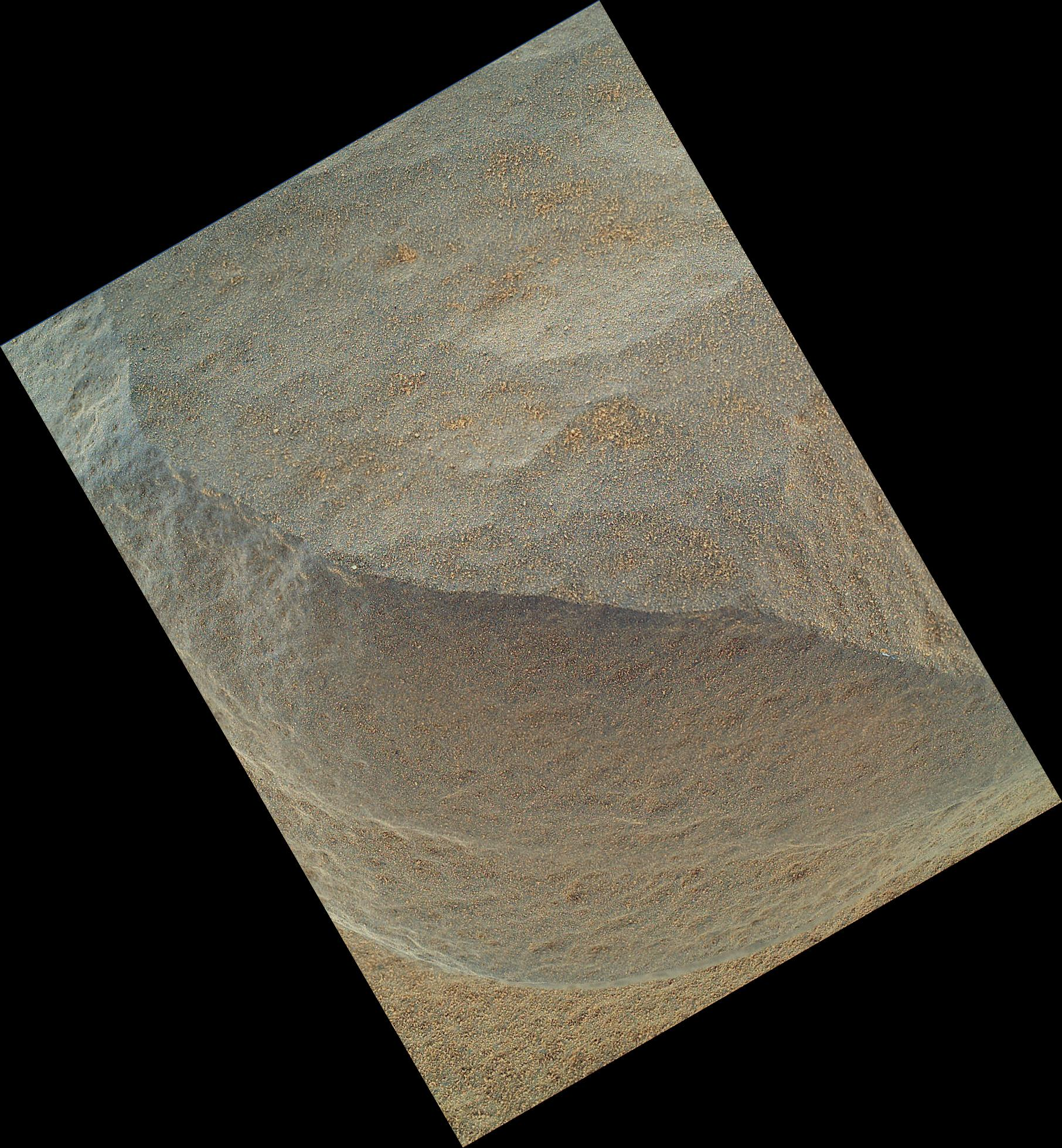
Область каменю "3,3 см × 2,5 см, 30 вересня 2012 р.
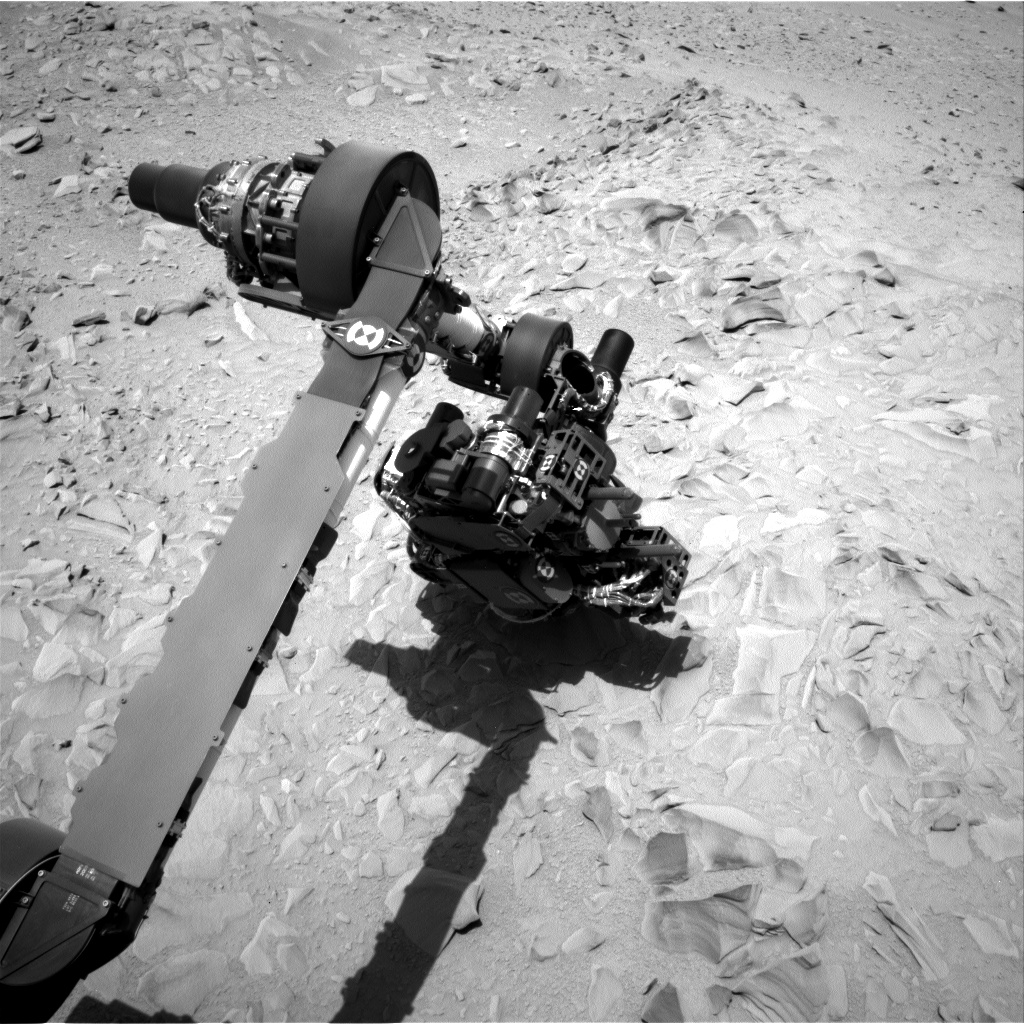
К'юріосіті оглядає камінь  Батерст-Інлет  своїм маніпулятором